# Dibilou
Dibilou est une localité située dans le département de Pissila de la province du Sanmatenga dans la région Centre-Nord au Burkina Faso.

## Géographie
Plus important village du nord du département, Dibilou se trouve à 12 km au sud-est de Barsalogho, à 28 km au nord-ouest de Pissila, le chef-lieu du département, et à environ 35 km au nord-est de Kaya, la capitale régionale.

## Histoire
Depuis 2015, la région Centre-Nord est soumise à des attaques djihadistes terroristes récurrentes entrainant des conflits communautaires et une grande insécurité dans certains villages du département ainsi que des mouvements de population vers les camps de déplacés internes de la province à Barsalogho et Kaya,. Dans ce contexte, le marché de Dibilou est attaqué par un groupe armé le 25 juillet 2019 provoquant la mort de quinze villageois, d'importants dégâts matériels (destructions de commerces et d'habitations) et une nouvelle la fuite d'une partie de la population vers le sud.

## Économie
L'activité du village est essentiellement agro-pastorale, profitant notamment de la présence dans le village d'un barrage de retenue permettant l'irrigation. Elle est également basée sur l'important marché local pour les échanges marchands de Dibilou, situé au centre d'un triangle composé de trois importantes localités de la région.

## Éducation et santé
Dibilou accueille un centre de santé et de promotion sociale (CSPS) tandis que le centre hospitalier régional (CHR) se trouve à Kaya.
Le village possède deux écoles primaires publiques ainsi qu'un collège d'enseignement général (CEG) tandis que le lycée départemental est à Pissila.